# Manfred Winkelhock
Manfred Winkelhock (1951. október 6. – 1985. augusztus 12.) német autóversenyző.
Testvérei, Joachim és Thomas szintén sikeres autóversenyzők voltak. Fia, Markus jelenleg is aktív autóversenyző.

## Pályafutása

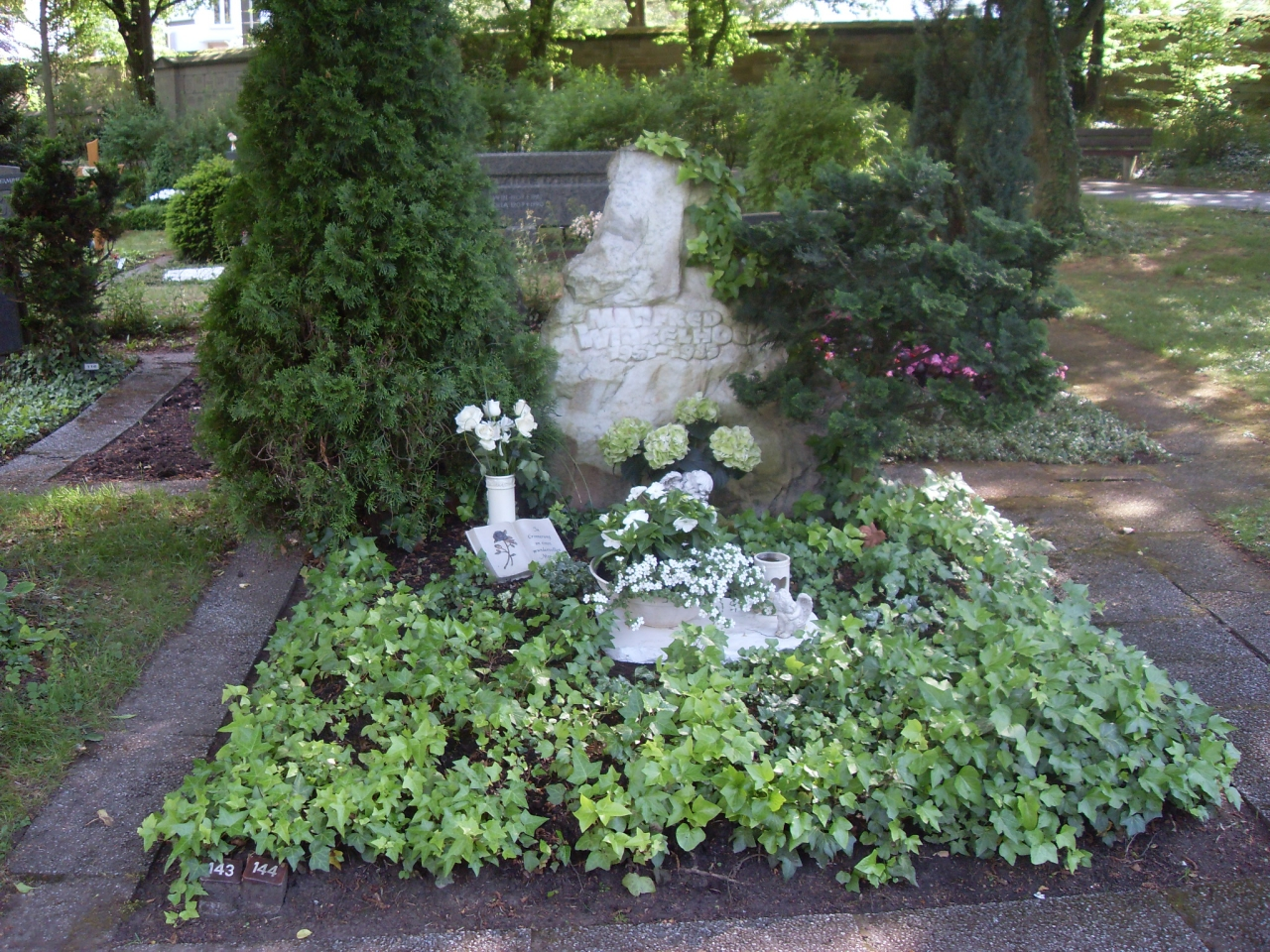
Winckelhock sírja a waiblingeni temetőben

1978 és 1981 között az európai Formula–2-es bajnokság futamain vett részt. Futamot egyszer sem nyert, azonban több alkalommal is dobogóra állt. Legjobb összetett helyezését az 1978-as szezonban érte el, amikor is nyolcadikként zárta a pontversenyben.
1980-tól haláláig nagyrészt a Formula–1-es világbajnokságbon szerepelt. Összesen ötvenhat versenyen vett részt, ezek közül pedig negyvenhétszer tudta kvalifikálni magát a futamra is. Pontot egy alkalommal szerzett; az 1982-es brazil nagydíjon ötödik lett.
1985. augusztus 12-én a Mosport Parki 1000 kilométeres viadalon halálos balesetet szenvedett.

## Eredményei
Le Mans-i 24 órás autóverseny
| Év   | Csapat            | Autó      | Csapattárs       | Csapattárs     | Helyezés |
| ---- | ----------------- | --------- | ---------------- | -------------- | -------- |
| 1979 | Hervé Poulain     | BMW M1    | Marcel Mignot    | Hervé Poulain  | 6.       |
| 1980 | March Racing Ltd. | BMW M1    | Patrick Nève     | Michael Korton | Kiesett  |
| 1982 | Ford Werke A.G.   | Ford C100 | Klaus Niedzwiedz |                | Kiesett  |

Teljes eredménylistája az európai Formula–2-es bajnokságon
(Táblázat értelmezése)

(Félkövér: pole-pozícióból indult; dőlt: leggyorsabb kört futott) 

| Év   | Csapat            | Modell    | Motor | 1       | 2      | 3      | 4       | 5     | 6     | 7      | 8      | 9      | 10    | 11     | 12      | Helyezés | Pont |
| ---- | ----------------- | --------- | ----- | ------- | ------ | ------ | ------- | ----- | ----- | ------ | ------ | ------ | ----- | ------ | ------- | -------- | ---- |
| 1978 | March Racing      | March 782 | BMW   | THR 5   | HOC 12 | NÜR Ki | PAU 8   | MUG 9 | VAL 4 | ROU 12 | DON 5  | NOG 7  | PER 9 | MIS Ki | HOC 3   | 8.       | 11   |
| 1979 | Cassani Racing    | Ralt      | BMW   | SIL     | HOC    | THR    | NÜR 3   | VAL   | MUG   | PAU    | HOC    | ZAN    | PER   | MIS    | DON     | 16.      | 4    |
| 1980 | March Racing      | March     | BMW   | THR Ki  | HOC Ki | NÜR Ki | VAL 10  | PAU 8 | SIL 9 | ZOL 7  | MUG 10 | ZAN 10 | PER 3 | MIS 9  | HOC 7   | 13.      | 4    |
| 1981 | Schäfer Racing    | Ralt      | BMW   | SIL DNA | HOC 2  | THR Ki | NÜR Kiz | VAL   | MUG   | PAU    | PER    |        |       |        |         | 9.       | 12   |
| 1981 | Maurer Motorsport | Maurer    | BMW   |         |        |        |         |       |       |        |        | SPA 5  | DON 3 | MIS    | MAN DNA | 9.       | 12   |

Teljes Formula–1-es eredménylistája
(Táblázat értelmezése)

(Félkövér: pole-pozícióból indult; dőlt: leggyorsabb kört futott) 

| Év   | Csapat               | Modell       | Motor           | 1      | 2      | 3      | 4       | 5      | 6      | 7      | 8      | 9      | 10     | 11     | 12      | 13     | 14     | 15     | 16     | Helyezés | Pont |
| ---- | -------------------- | ------------ | --------------- | ------ | ------ | ------ | ------- | ------ | ------ | ------ | ------ | ------ | ------ | ------ | ------- | ------ | ------ | ------ | ------ | -------- | ---- |
| 1980 | Warsteiner Arrows    | Arrows A3    | Cosworth V8     | ARG    | BRA    | RSA    | USW     | BEL    | MON    | FRA    | GBR    | GER    | AUT    | NED    | ITA Nk  | CAN    | USA    |        |        | -        | 0    |
| 1982 | Team ATS             | ATS D5       | Cosworth V8     | RSA 10 | BRA 5  | USW Ki | SMR Kiz | BEL Ki | MON Ki | DET Ki | CAN Nk | NED 12 | GBR Nk | FRA 11 | GER Ki  | AUT Ki | SUI Ki | ITA Nk | CPL -  | 24.      | 2    |
| 1983 | Team ATS             | ATS D6       | BMW Straight-4  | BRA 16 | USW Ki | FRA Ki | SMR 11  | MON Ki | BEL Ki | DET Ki | CAN 9  | GBR Ki | GER Nk | AUT Ki | NED Kiz | ITA Ki | EUR 8  | RSA Ki |        | -        | 0    |
| 1984 | Team ATS             | ATS D7       | BMW Straight-4  | BRA EX | RSA Ki | BEL Ki | SMR Ki  | FRA Ki | MON Ki | CAN 8  | DET Ki | DAL 8  | GBR Ki | GER Ki | AUT Ni  | NED Ki | ITA Ni | EUR    |        | -        | 0    |
| 1984 | MRD International    | Brabham BT53 | BMW Straight-4  |        |        |        |         |        |        |        |        |        |        |        |         |        |        |        | POR 10 | -        | 0    |
| 1985 | Skoal Bandit F1 Team | RAM 03       | Hart Straight-4 | BRA 13 | POR -  | SMR Ki | MON Nk  | CAN Ki | DET Ki | FRA 12 | GBR Ki | GER Ki | AUT    | NED    | ITA     | BEL    | EUR    | RSA    | AUS    | -        | 0    |